# L’allieva
L’allieva је студијски албум италијанске певачице Мине. Издат је 2005. године за издавачке куће PDU. Албум је посвећен стваралаштву америчког певача Френка Синатре.

## Списак пјесама
1. These Foolish Things (Remind Me of You) — 5:32
2. The Nearness of You — 3:28
3. Once I Loved (O Amor em Paz) — 6:17
4. One for My Baby (and One More for the Road) — 4:40
5. Angel Eyes — 6:20
6. Blue Moon — 6:19
7. Strangers in the Night — 4:04
8. All the Way — 4:42
9. Goodbye — 2:55
10. Dindi — 4:53
11. My Way — 2:39
12. Only the Lonely — 4:32
13. April in Paris — 2:41
14. Laura — 3:41

## Позиције на листама
| Листа (2005)   | Највиша позиција |
| -------------- | ---------------- |
| Италија (FIMI) | 4                |